# Skúvoy (ort)
Skúvoy (IPA: [ˈskʉuvɔi], eller Skúgvoy ([ˈskɪgvɪ], danska: Skuø) är en by på Färöarna, belägen på Skúvoy i Skúvoys kommun. Skúvoy är enda orten i kommunen och hade vid folkräkningen 2015 33 invånare. I samhället finns en liten skola, en dagligvarubutik och en kyrka med en kyrkklocka skänkt av Arnold Peter Møller. Byn ligger på öns östsida och har en kaj och en mindre hamn för småbåtar. På ön finns inga bilar, men några få traktorer som används för att köra upp varor från hamnen till byn.

## Historia
På Skúvoys kyrkogård finns en gravsten kallas Sigmundarsteinur ("Sigmundurs sten"), en sten som sägs ha rests för Sigmundur Brestisson som är känd från Färingasagan. Han var en vikingahövding som kristnade Färöarna på 1000-talet. Historian berättar att han hade sin gård på Skúvoy och att han angreps av sin fiende Tróndur i Gøtu. Sigmundur flydde genom att springa ut i havet och simma till Sandvík på Suðuroy 15 kilometer söderut.  I Sandvík skall han ha hittats utmattad på stranden av bonden Torgrimur Illi, som halshögg Sigmundur och stal hans guldarmband som han fått av Håkon Sigurdsson.
Under mitten av 1300-talet förolyckades alla på ön på grund av digerdöden, förutom en ung kvinna vid namn Rannvá. Smittkoppor härjade på ön under 1700-talet vilken också slog hårt på befolkningen.
Skúvoys nuvarande kyrka är från 1937, men det har funnits åtskilliga kyrkor på ön tidigare. Den första skall enligt sägnen byggts av Sigmundur Brestisson år 999.

## Befolkningsutveckling
| Befolkningsutvecklingen i Skúvoy 1985–2015 | Befolkningsutvecklingen i Skúvoy 1985–2015 | Befolkningsutvecklingen i Skúvoy 1985–2015 | Befolkningsutvecklingen i Skúvoy 1985–2015 | Befolkningsutvecklingen i Skúvoy 1985–2015 |
| ------------------------------------------ | ------------------------------------------ | ------------------------------------------ | ------------------------------------------ | ------------------------------------------ |
|                                            |                                            |                                            |                                            |                                            |
| År                                         |                                            |                                            | Folkmängd                                  |                                            |
| 1985                                       | 1985                                       |                                            | 84                                         |                                            |
| 1990                                       | 1990                                       |                                            | 87                                         |                                            |
| 1995                                       | 1995                                       |                                            | 82                                         |                                            |
| 2000                                       | 2000                                       |                                            | 78                                         |                                            |
| 2005                                       | 2005                                       |                                            | 55                                         |                                            |
| 2010                                       | 2010                                       |                                            | 38                                         |                                            |
| 2015                                       | 2015                                       |                                            | 33                                         |                                            |
|                                            |                                            |                                            |                                            |                                            |